# Izabella Yailian
Izabella Yailian –en armenio, Իզաբելլա Յայլյան– (Ereván, 4 de enero de 1995) es una deportista armenia que compite en halterofilia.
Ganó una medalla de bronce en el Campeonato Europeo de Halterofilia de 2023, en la categoría de 55 kg. Participó en los Juegos Olímpicos de Tokio 2020, ocupando el séptimo lugar en la categoría de 59 kg.

## Palmarés internacional
| Campeonato Europeo | Campeonato Europeo | Campeonato Europeo | Campeonato Europeo |
| Año                | Lugar              | Medalla            | Categoría          |
| ------------------ | ------------------ | ------------------ | ------------------ |
| 2023               | Ereván (Armenia)   | Medalla de bronce  | 55 kg              |